# Alexis Zegerman
Alexis Zegerman (Londra, 1977) è un'attrice e drammaturga britannica.

## Biografia
Cresciuta a Londra, ha studiato presso la Central School of Speech and Drama. Si fa conoscere al grande pubblico al suo debutto cinematografico in La felicità porta fortuna - Happy-Go-Lucky di Mike Leigh nel ruolo di Zoe, grazie al quale ha vinto il British Independent Film Award come miglior attrice non protagonista e ha ottenuto una candidatura nella medesima categoria ai London Critics Circle Film Awards nel 2009. Zegerman era alla seconda collaborazione con Leigh, avendo recitato in precedenza in una sua commedia teatrale, Two Thousand Years. Ha inoltre recitato in Storm, presentato al Festival di Berlino nel 2009.
Alexis Zegerman ha scritto diverso commedie per BBC Radio 4, come  Ronnie Gecko, Are You Sure?, The Singing Butler, Jump, e la serie School Runs. La sua commedia teatrale Lucky Seven è stata presentata al Hampstead Theatre di Londra nel novembre 2008.

## Filmografia parziale
- La felicità porta fortuna - Happy Go Lucky (Happy-Go-Lucky), regia di Mike Leigh (2008)
- Disobedience, regia di Sebastián Lelio  (2017)